# Уральский (Удмуртия)
Уральский — село в Сарапульском районе Удмуртской Республики России.

## География
Село находится в юго-восточной части республики, в зоне хвойно-широколиственных лесов, в пределах Сарапульской возвышенности, а берегах реки Большая Сарапулка, на расстоянии примерно 21 километров (по прямой) к северо-западу от села Сигаева, административного центра района. 

### Климат
Климат характеризуется как умеренно континентальный, с продолжительной холодной многоснежной зимой и тёплым летом. Среднегодовая температура воздуха — 2,3 °С. Средняя температура воздуха самого тёплого месяца (июля) — 18,3 °C; самого холодного (января) — −13,8 °C. Вегетационный период длится 160—170 дней. Среднегодовое количество атмосферных осадков составляет 548 мм.

### Часовой пояс
Село Уральский, как и вся Удмуртская Республика, находится в часовой зоне МСК+1. Смещение применяемого времени относительно UTC составляет +4:00.

## Население
| 2010 | 2012  |
| ---- | ----- |
| 1852 | ↗1878 |

### Национальный состав
Согласно результатам переписи 2002 года, в национальной структуре населения русские составляли 65 % из 2054 чел.

## Инфраструктура
В селе семнадцать улиц: Вокзальная, Восточный переулок, Железнодорожная, Западный переулок, Лесная, Мельничная, Набережная, Полевая 1-я, Полевая 2-я, Полевая 3-я, Садовая, Советская, Соскова, Сосновая, Торговая, Южная, Дорожная. В селе находятся: отделения почты, дом культуры, дом престарелых, детский сад, уральская школа им П.З. Субботина, пожарная часть, ж/д станция.

## Достопримечательности
Обелиск воинам, погибшим в годы ВОВ.